# Pampulha

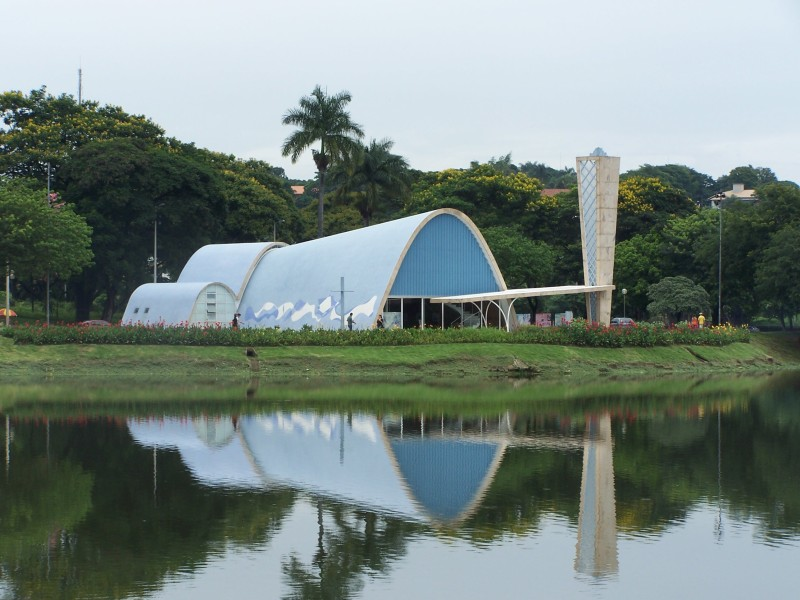
Chiesa di San Francesco d'Assisi.

La Pampulha è una divisione amministrativa di Belo Horizonte, nello stato del Minas Gerais in Brasile. Nel suo territorio si trovano il lago artificiale della Pampulha e i due impianti sportivi Governador Magalhães Pinto (Mineirão) e Jornalista Felipe Drummond (Mineirinho), parte del complesso moderno della Pampulha, dal 2016 inserito nella lista dei patrimoni dell'umanità dell'UNESCO. Il complesso venne costruito tra il 1942 ed il 1944 su iniziativa dell'allora prefetto di Belo Horizonte, Juscelino Kubitschek, secondo un progetto stilato dall'architetto Oscar Niemeyer che vide inoltre il contributo dell'ingegnere strutturale Joaquim Cardozo.
La Pampulha è inoltre la sede del campus dell'Università federale di Minas Gerais (UFMG) e dell'Aeroporto della Pampulha – Carlos Drummond de Andrade.